# Lena Rehnberg
Lena Rehnberg, född 17 december 1959 i Leksand, är en svensk filmproducent. Hon driver sedan 2008 det egna filmproduktionsbolaget StellaNova Film.
År 2005 blev hon utsedd till årets "Producer on the Move" av Svenska Filminstitutet vid filmfestivalen i Cannes.

## Producerade filmer
- 2004 – Fröken Sverige
- 2005 – Tjenare kungen
- 2007 – Allt om min buske
- 2007 – Solstorm
- 2009 – Sommaren med Göran
- 2012 – En gång i Phuket
- 2013 – Monica Z
- 2014 – Micke & Veronica
- 2016 – Jag älskar dig – en skilsmässokomedi
- 2018 – Ted – För kärlekens skull
- 2019 – Tills Frank skiljer oss åt
- 2024 – Nova & Alice

## Samproducerade filmer
- 2003 – Smala Sussie
- 2005 – Sandor slash Ida
- 2005 – Storm
- 2006 – Offside
- 2006 – The Front Line
- 2007 – Ciao bella
- 2008 – Låt den rätte komma in
- 2008 – Morgan Pålsson – världsreporter
- 2010 – As If I'm Not There